# Castrignano de' Greci
Castrignano de' Greci é uma comuna italiana da região da Puglia, província de Lecce, com cerca de 4.107 habitantes. Estende-se por uma área de 9 km², tendo uma densidade populacional de 456 hab/km². Faz fronteira com Bagnolo del Salento, Cannole, Carpignano Salentino, Corigliano d'Otranto, Cursi, Martano, Melpignano.

## Demografia
| Variação demográfica do município entre 1861 e 2011                               |
|                                                                                   |
| Fonte: Istituto Nazionale di Statistica (ISTAT) - Elaboração gráfica da Wikipedia |